# Schistura similis
Schistura similis är en fiskart som beskrevs av Kottelat, 1990. Schistura similis ingår i släktet Schistura och familjen grönlingsfiskar. IUCN kategoriserar arten globalt som otillräckligt studerad. Inga underarter finns listade i Catalogue of Life.